# Pentamerus Bjerge
Pentamerus Bjerge är en bergskedja i Grönland (Kungariket Danmark).   Den ligger i kommunen Qaasuitsup, i den nordvästra delen av Grönland, 1 900 km norr om huvudstaden Nuuk.